# Gárgolas (Vampiro: la mascarada)
Las gárgolas son una línea de sangre del juego de rol Vampiro: la mascarada.
Las gárgolas parecen hechas de piedra, y sufren de grandes deformidades, que suelen depender de la mezcla de vampiros que dio origen a la gárgola a sus ancestros. Además tiene un par de alas de murciélago, que crecen a medida que aumenta su dominio en Visceratika. Aunque la mayor parte se ha separado de sus antiguos líderes, siguen formando parte de la Camarilla.
Los orígenes de esta línea se encuentran en las primeras noches del clan Tremere, en las que los líderes del clan tomaron prisioneros de los clanes Gangrel, Nosferatu y Tzimisce, y lograron crear a estos sirvientes usando sus artes y dos vástagos de esos clanes. Desde ese momento las Gárgolas ayudaron a los Tremere en sus luchas, especialmente en los Cárpatos, contra los Tzimisce.  
A finales de la Edad Media, cada vez más Gárgolas se empezaron a separar del clan Tremere, y recuperando su propia voluntad. Esto continuo hasta el presente, cuando la mayor parte de las gárgolas están libres del dominio Tremere.